# سوغوک‌گوزه (بایبورد)
سوغوک‌گوزه (به ترکی استانبولی: Soğukgöze) (به کردی: Bîlcîş) یک منطقهٔ مسکونی در ترکیه است که در بایبورد واقع شده‌است. سوغوک‌گوزه ۹۸ نفر جمعیت دارد.